# 이레네우시 팔린스키
이레네우시 팔린스키(폴란드어: Ireneusz Paliński, 1932년 5월 13일 ~ 2006년 7월 9일)는 1960년 하계 올림픽에서 올림픽 금메달을 획득한 최초의 폴란드의 역도 선수였다.
1961년 그는 미들헤비급의 세계 타이틀을 우승하고, 세계 신기록을 세운 공로로 폴란드 재생의 훈장이 수여되었다. 그는 세계 역도 선수권 대회에서 4번이나 2위를 하고, 2번이나 3위를 하였다. 국내적으로 그는 9개의 타이틀을 우승하였다.
소작농 가족에서 태어난 7명의 형제 중에 장남인 팔린스키는 기술 대학교를 졸업하고 목재 숙련공으로 일하였다. 그는 군대 복무 중에 역도를 시작하였다. 1965년에 자신보다 13세 이하의 교사 조피아 드로즈도프스카와 결혼하여 2명의 아들을 두었다.
1990년대 초반에 심각하게 병들어 몇몇의 위부 수술을 받았다. 74세의 나이로 바르샤바에서 사망하였다.